# Triobiškiai (gmina Mariampol)
Triobiškiai – wieś na Litwie, na Suwalszczyźnie, w gminie Mariampol w rejonie mariampolskim w okręgu mariampolskim. Graniczy z Mariampolem.
Dawna zachodnia część wsi stanowi osiedle Mariampola – Trabiszki.
Za Królestwa Polskiego przynależała administracyjnie do gminy Kwieciszki w powiecie mariampolskim.